# Freno de carro

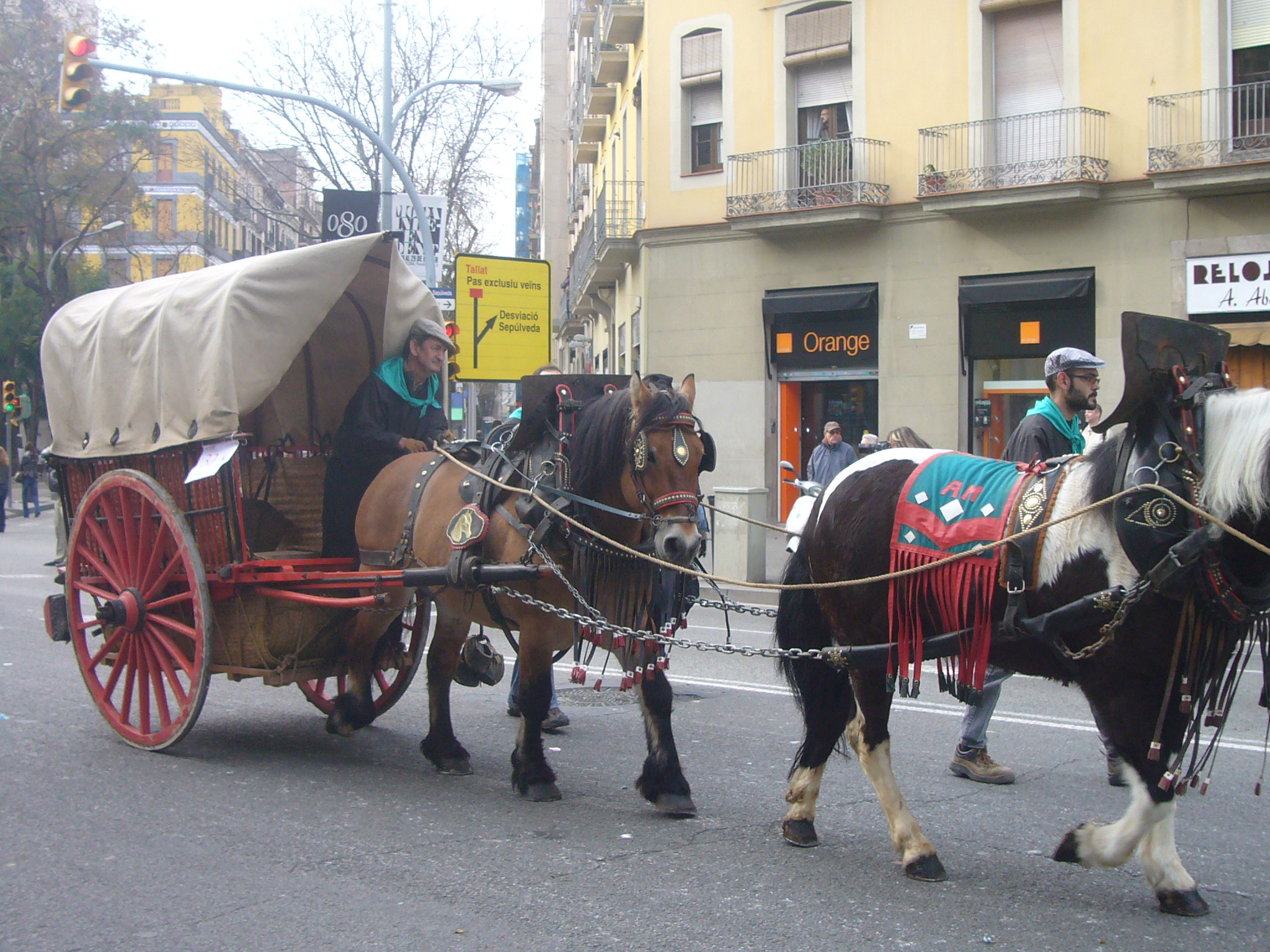
Freno de arriero

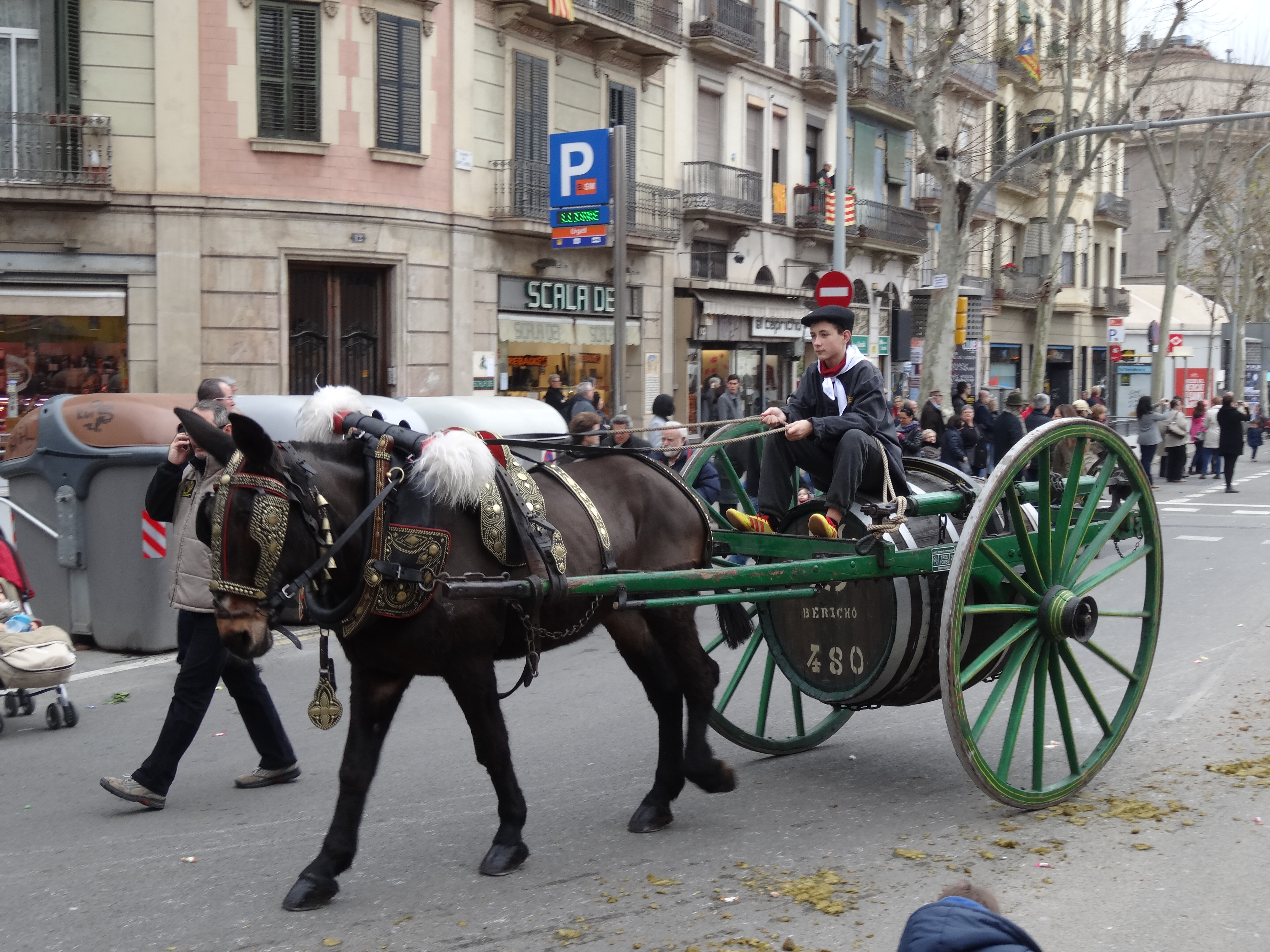
Carro sin freno

El freno de carro, es un mecanismo, más o menos sencillo, que fricciona las ruedas de un carro para reducir su velocidad. Normalmente no permite detener la marcha del carro, pero se utiliza como reductor de velocidad yendo cuesta abajo. El freno de carro se podía hacer funcionar mediante una cuerda, una palanca o un tornillo sin fin accionados con la mano, utilizando algún tipo de palanca que generaba una fricción contra la superficie externa de las ruedas, aplicando la fuerza tangencialmente. .
Cabe mencionar que a pesar de existir este mecanismo para frenar el carro, disminuyendo su velocidad, la gran mayoría de los carros no tenían freno, por lo que la función de frenar, se basaba esencialmente en frenar al animal.

## Historia

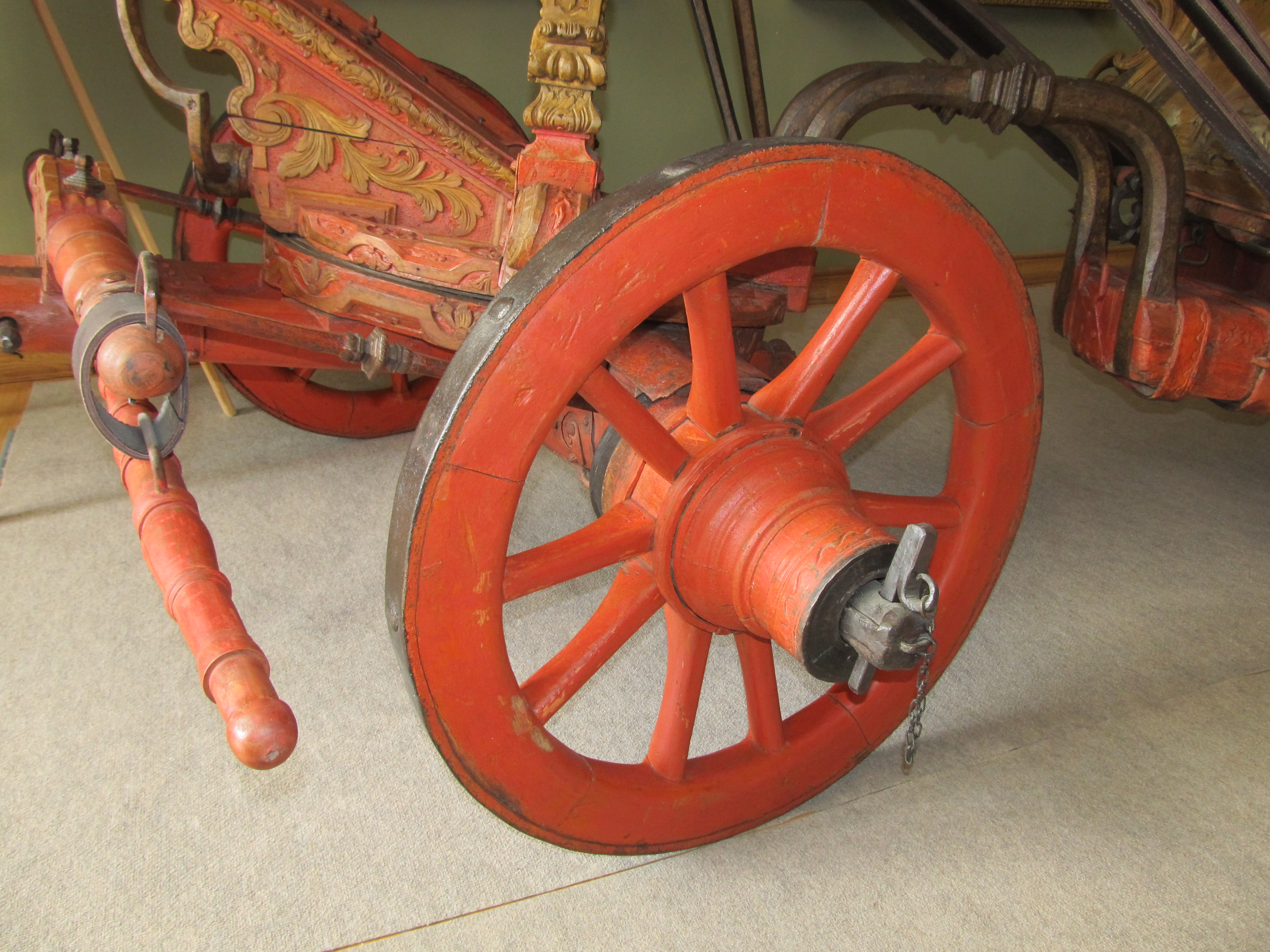
Rueda de carro. El botón central recibe los rayos de la rueda. Véase el eje que sobresale con la clavija de sujeción.

Retener un vehículo en terrenos escarpados sólo mediante los animales de tiro no siempre era posible, por lo que se pusieron en práctica varios dispositivos para ese propósito. Según el American Brake Shoe and Foundry Company, "Los primeros registros son muy incompletos, pero parece claro que los frenos se originaron en el siglo I. La palabra latina para freno era 'sufflamin' que significaba 'una vez debajo?. Esto implica que el "primer freno" tuvo que ser un palo o cuña presionado contra la rueda.
Según un estudio de 1888, los carros con frenos fueron mencionados, indirectamente, por el emperador Augusto y Juvenal.  Otras obras dan más referencias.  Su mención a la literatura especializada es más reciente, desde la segunda mitad del siglo XIX.

### Juvenal
En la Sátira VIII, Juvenal parece referirse a un carro provisto de algún tipo de freno. El término “sufflamen” designaría el dispositivo de frenado mencionado. 

Praeter maiorum cineres atque ossa volucri carpento rapitur pinguis Lateranus, et ipse, ipse rotam adstringit sufflamine mulio consul.
  

 The bloated Lateranus whirls past the bones and ashes of his ancestors in a rapid car ; with his own hands this muleteer  Consul locks the wheel with the drag.
 Sátiras. Sátira VIII. Juvenal.

Controversia
Paul H.Downing, propone la siguiente evolución, controvertida, sólo aplicable a los "frenos de bloqueo", en la revista The Carriage Journal: Vol 1 No.3, (diciembre de 1963):
"Más tarde, los romanos aprendieron a utilizar cadenas como frenos (de bloqueo). "Sujetaban un extremo de la cadena en el carro y cogían un gancho en el otro extremo alrededor de un radio, de modo que la rueda no pudiera girar, sino que sólo se deslizaba por el suelo. Este mecanismo persistió y todavía se utiliza hoy en día en carros en zonas muy montañosas. Se utilizaron otros arreglos, como un palo haciendo palanca entre los radios de las ruedas traseras que, al girar, se ensamblarían contra la parte inferior o posterior del vehículo y así detenían su movimiento de manera efectiva. También se utilizó un palo contra la llanta. llenar. Este dispositivo, según la propia autoridad, “era una cuchara estrecha en forma de media luna con un anillo en un extremo. La intención era sujetar el anillo al carro y deslizar la cuchara por debajo de la rueda para evitar que girara. Esto provocaba menos desgaste en la rueda que las cadenas”. Se utilizó una disposición similar, pero mejorada, en los Stage-Coaches de correo ingleses."

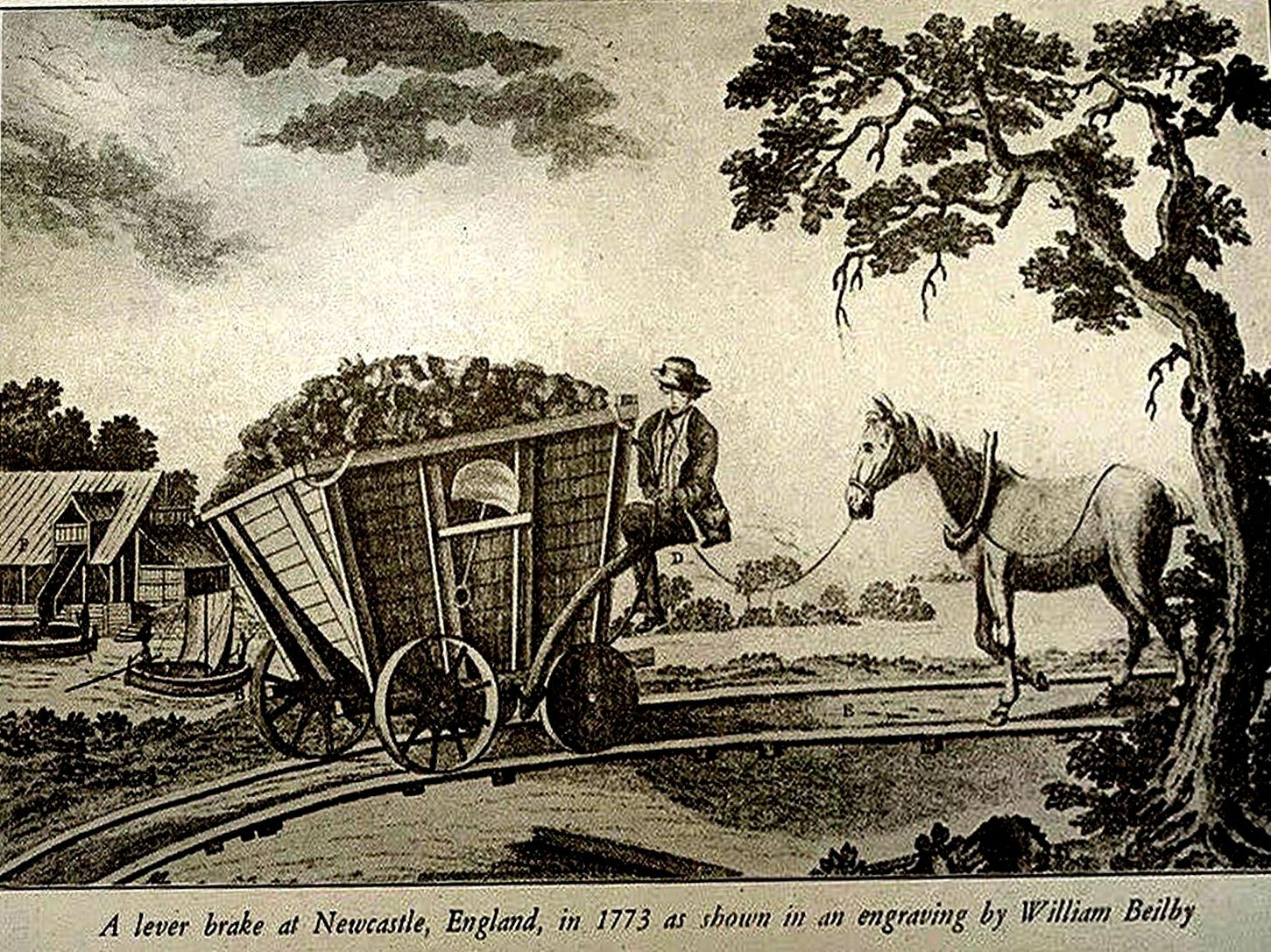
Freno de palanca

## Freno de palanca
The "Story of the Brake Shoe" explica que en Newcastle, hacia 1620, Huntington Beaumont ideó un freno de palanca. Éste consistía en un palo fuerte sujetado por un extremo al chasis del vagón [de carbón], actuando como una palanca de 2.º orden, de manera que, colocándose hacia el otro extremo, el minero podía presionar una parte intermedia del palo contra la rueda para frenarla. De vez en cuando se fue mejorando el freno de palanca, pero aunque fue un invento inglés, fueron los estadounidenses los que hicieron mayores desarrollos para utilizarlo en vehículos tirados por caballos. Cabe remarcar, que no fue hasta la segunda mitad del siglo XIX cuando el freno empezó a utilizarse corrientemente en los carruajes. En 1875 un destacado fabricante de carruajes inglés comentó su uso frecuente en los carros americanos.

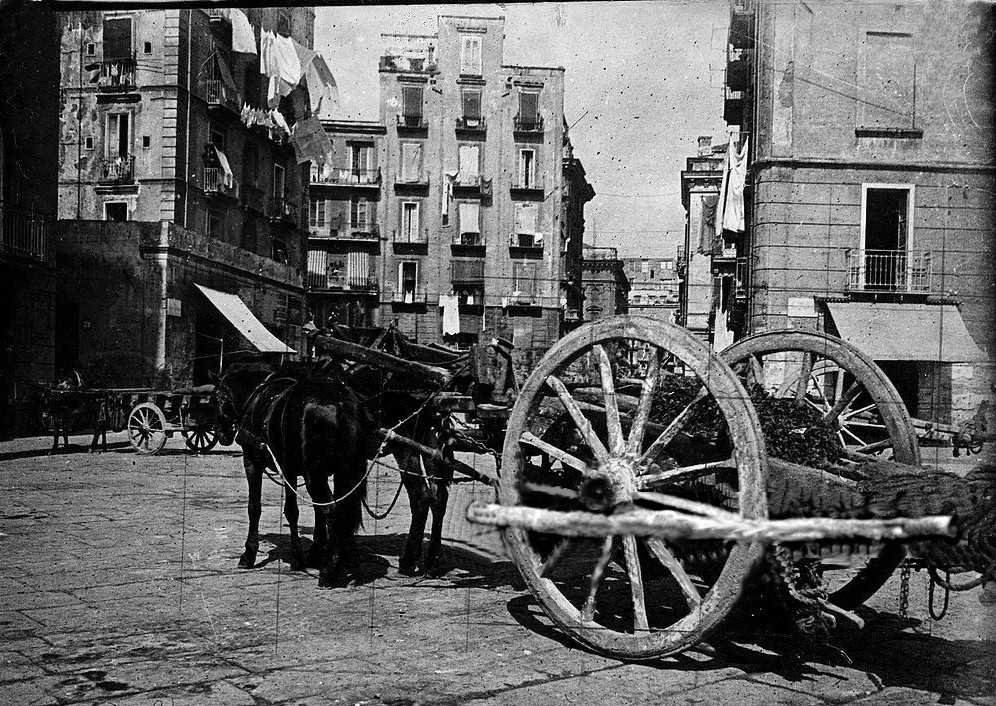
Freno de galga

## Freno de galga
El freno de galga es un dispositivo sencillo, de aspecto primitivo y de relativa eficacia.  Se basa en la fricción de una galga (pieza de madera alargada, de longitud del orden de dos veces el diámetro de la rueda) contra la parte exterior del botón de la rueda.
Para obtener un par de frenado importante es necesario que la fuerza sobre el botón sea muy grande (debido a que el radio del botón es muy pequeño comparado con el radio de la rueda). En función del punto de anclaje de la galga, el efecto de palanca puede ser muy notable.   La disposición de la galga es longitudinal y por el exterior de la rueda del carro.

## Freno de zapata

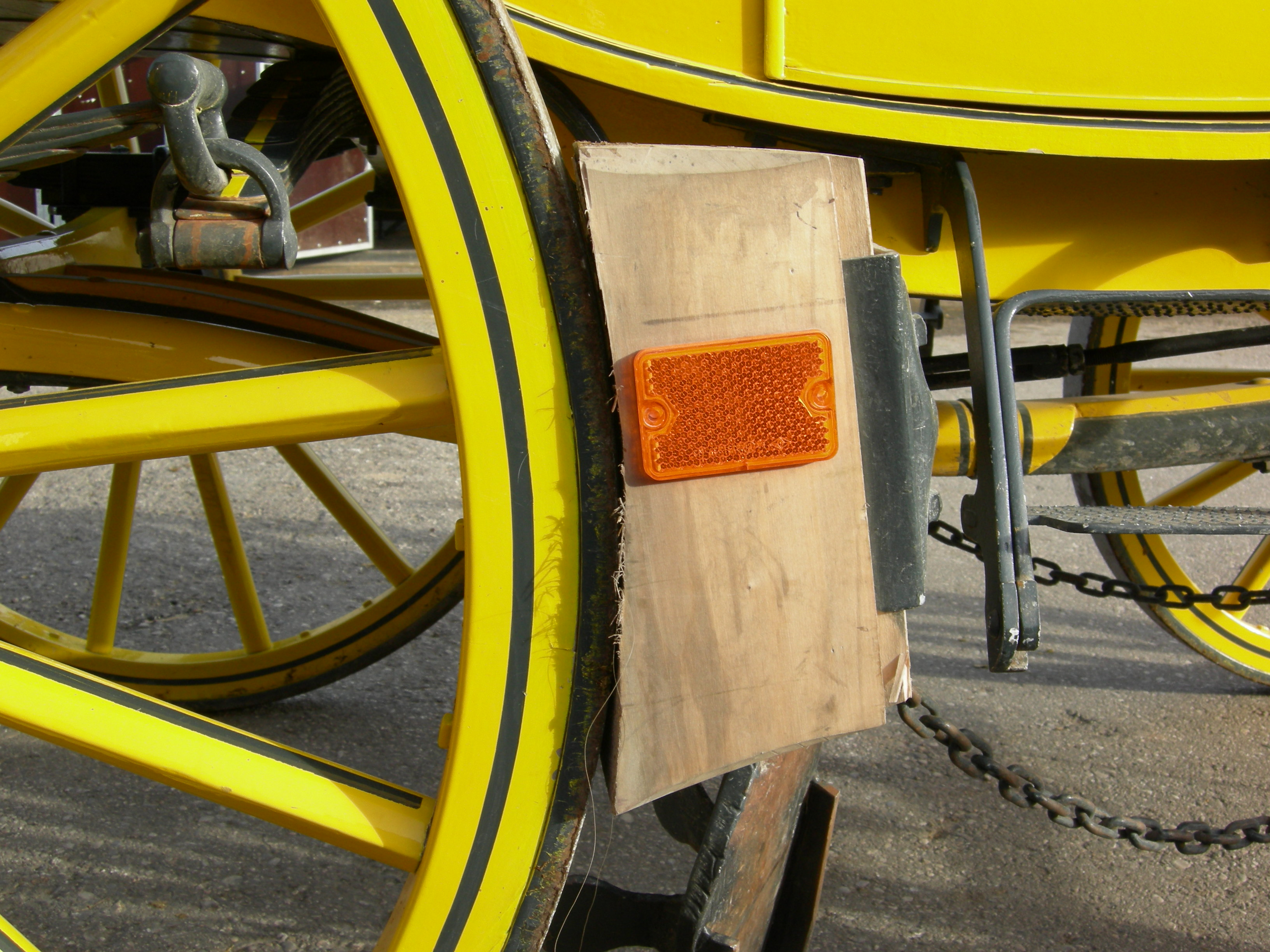
Zapata de freno nueva en un carruaje de correo histórico

El freno de zapata o freno de arriero tiene un mecanismo más complicado y de origen netamente moderno,  lleva unas "zapatas" que se presionan tangencialmente contra las ruedas mediante un tornillo sin fin.
Los carros de arriero también solían llevar galgas. La galga es un palo que va atado paralelo al carro y que frota el eje de una rueda para frenarlo según se necesite.   
Las primeras zapatas de freno se instalaron en carruajes y carros agrícolas. Tienen un bloque de madera presionado ya sea por una palanca o por un eje de accionamiento presionado sobre la banda de rodadura de la llanta. El tornillo sinfín del freno suele estar situado en el lado derecho del carro, ya que se necesita fuerza y habilidad para aplicar el freno con suficiente fuerza y rapidez.

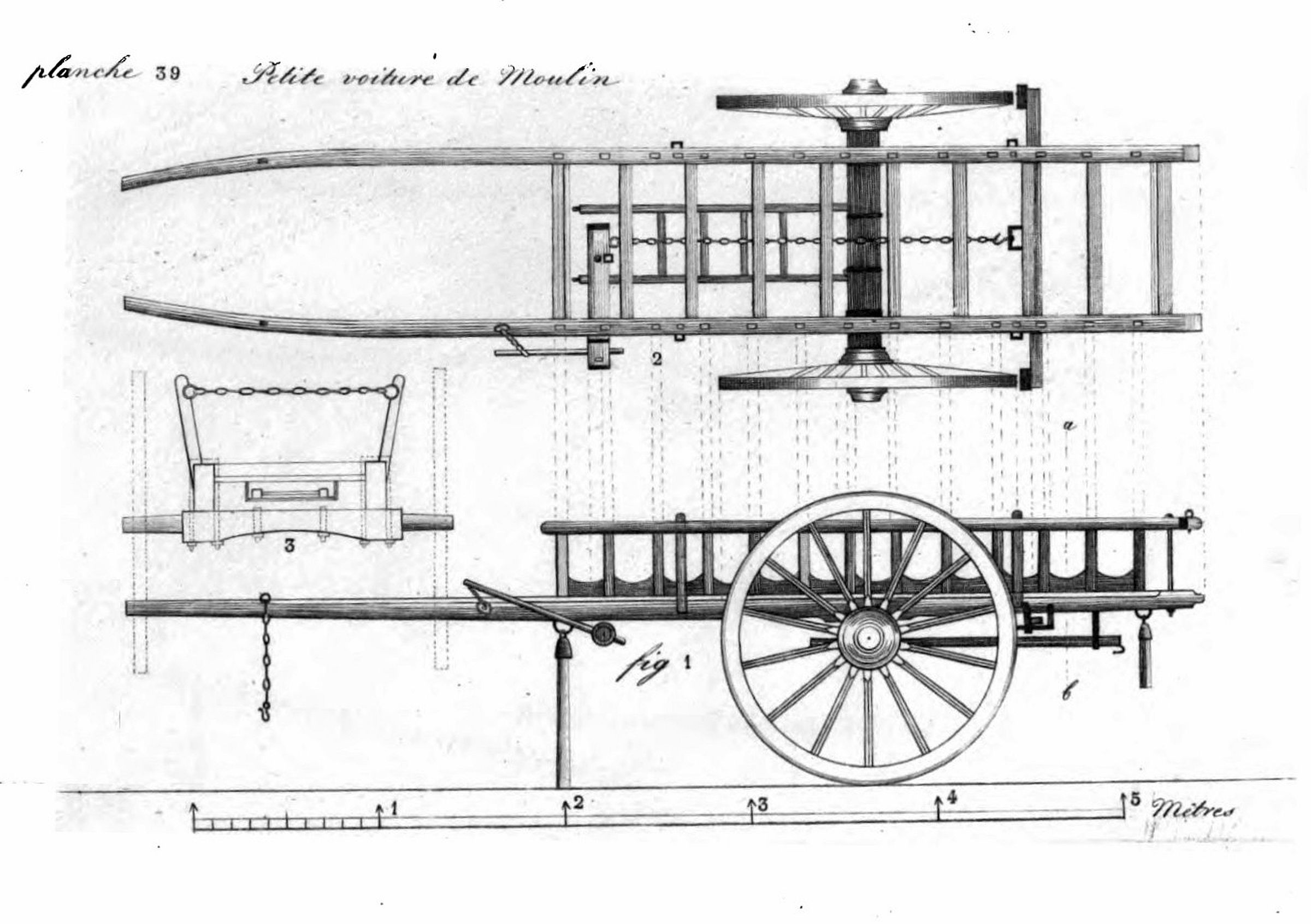
Diagrama de un freno de zapata

## Galería

Algunos carros con freno de arriero
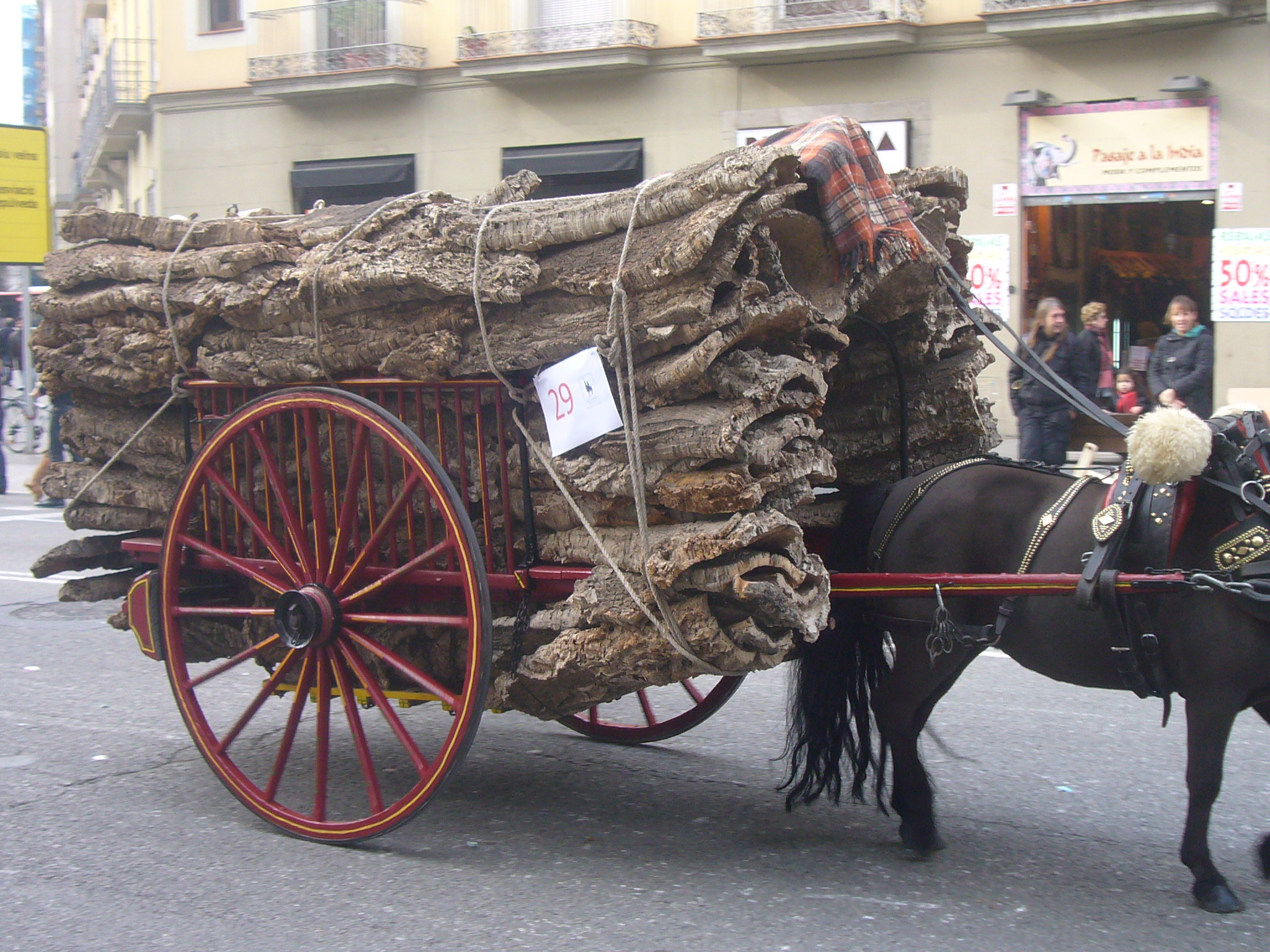
Transporte de corcho, 2010
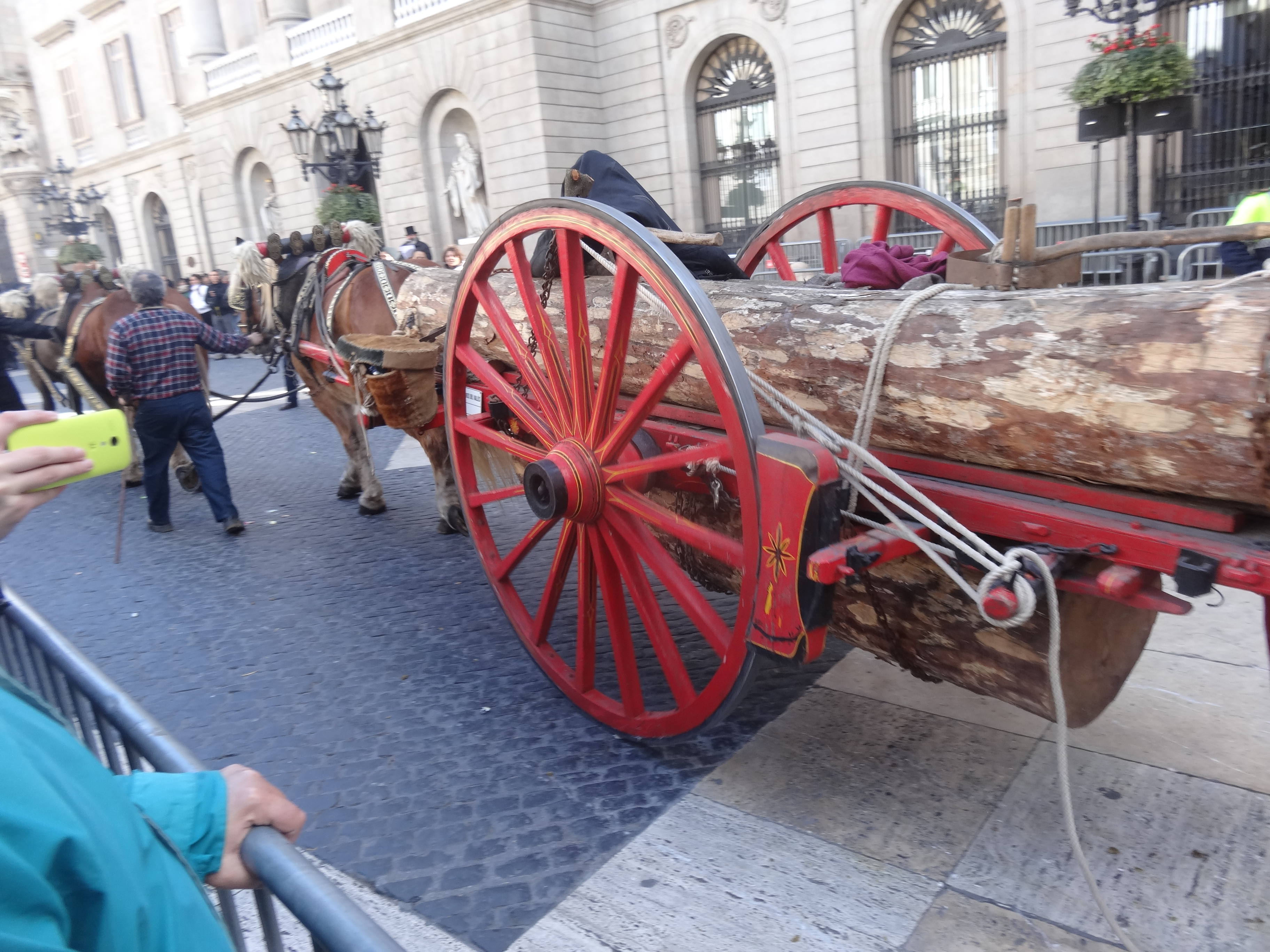
Tres Tombs, Sant Antoni, 2015
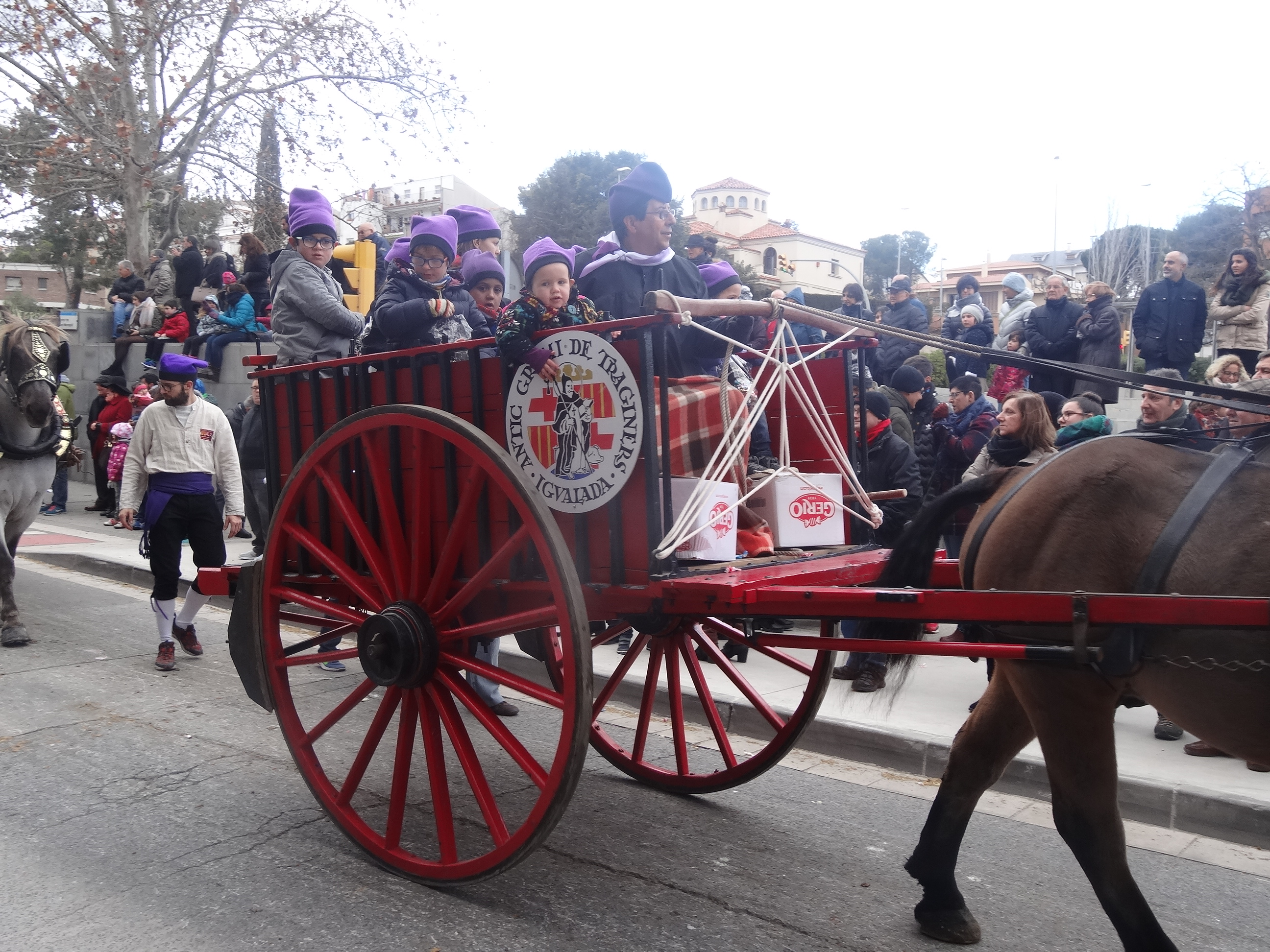
Tres Tombs, Igualada, 2017
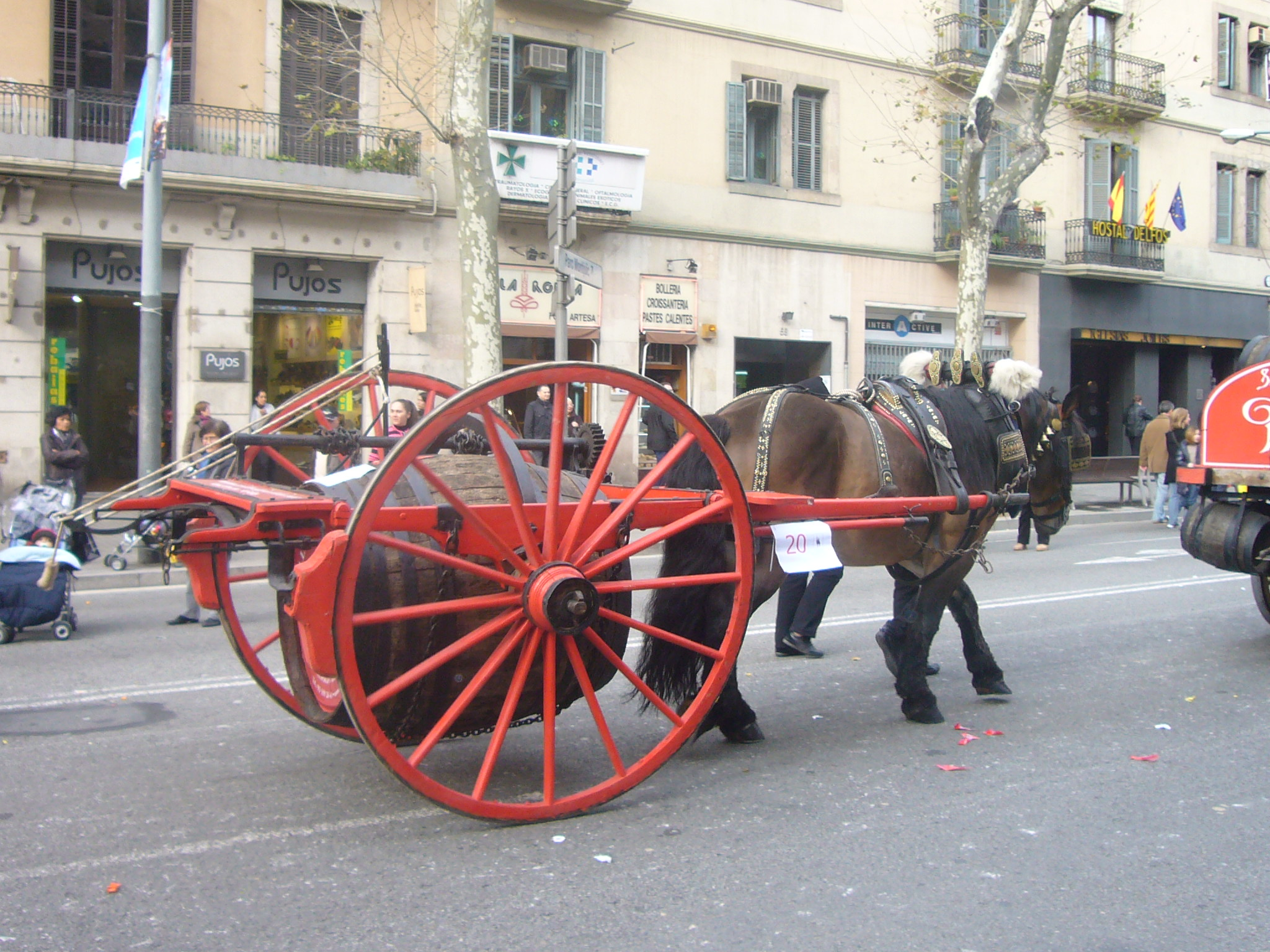
Tres Tombs, Sant Antoni, 2010
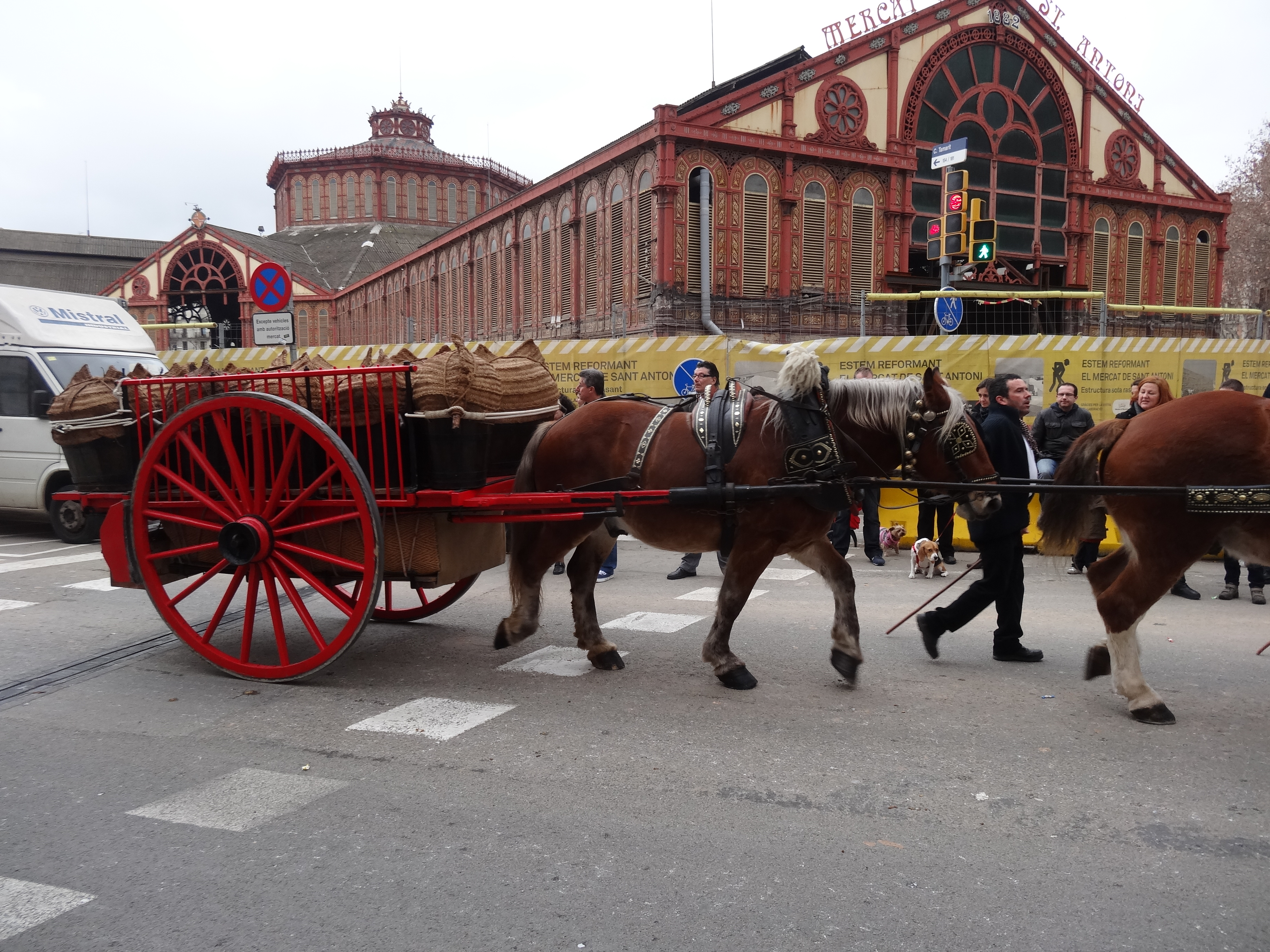
Tres Tombs, Sant Antoni, 2014
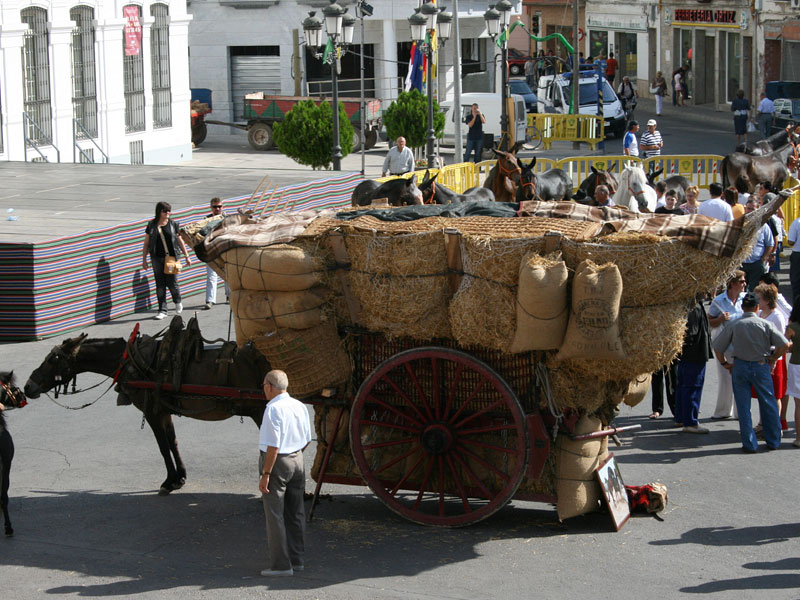
Carro de Tomelloso

## Freno de bloqueo
Los frenos de bloqueo son dispositivos “todo o nada”. En posición de frenado bloquean el movimiento del sistema o mecanismo que se desea mantener parado. En posición neutra permiten el libre movimiento. No están proyectados para un funcionamiento progresivo y, por lo general, no permiten la frenada parcial. Por ejemplo: Existen algunas sillas de ruedas que llevan un freno como los de carro con una palanca actuando directamente sobre las ruedas. 
Hay varios vehículos y widgets que disponen de frenos de bloqueo, algunos de los cuales:
- Sillas de ruedas
- Coches y sillitas para niños
- Puertas
- Sillas con ruedas
- Decorados de teatro con ruedas

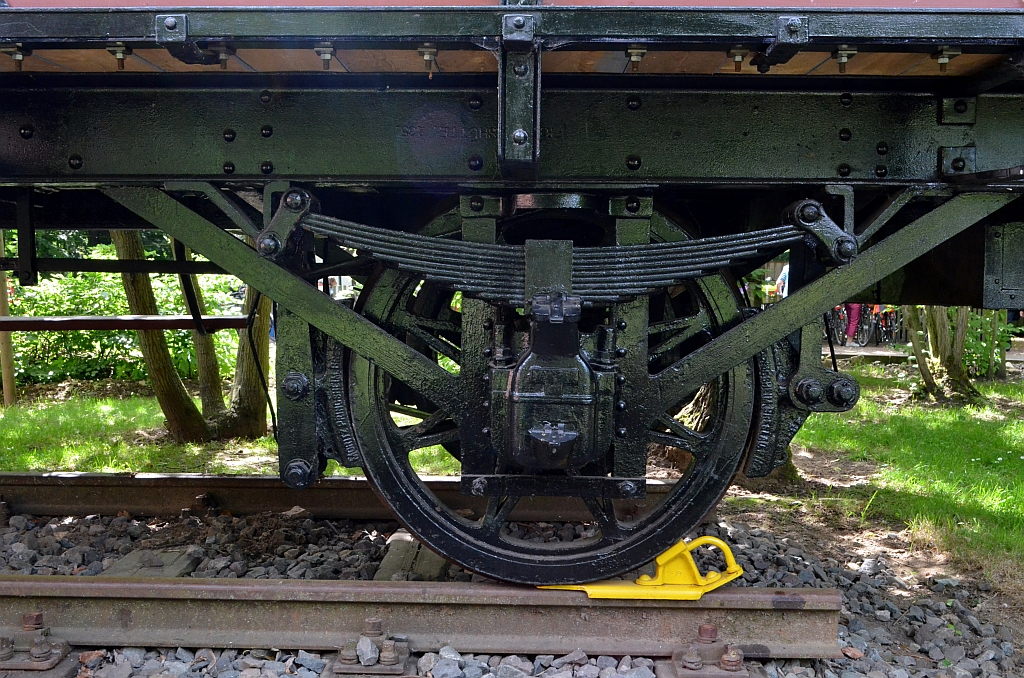
Freno de bloqueo tipo "cuña"
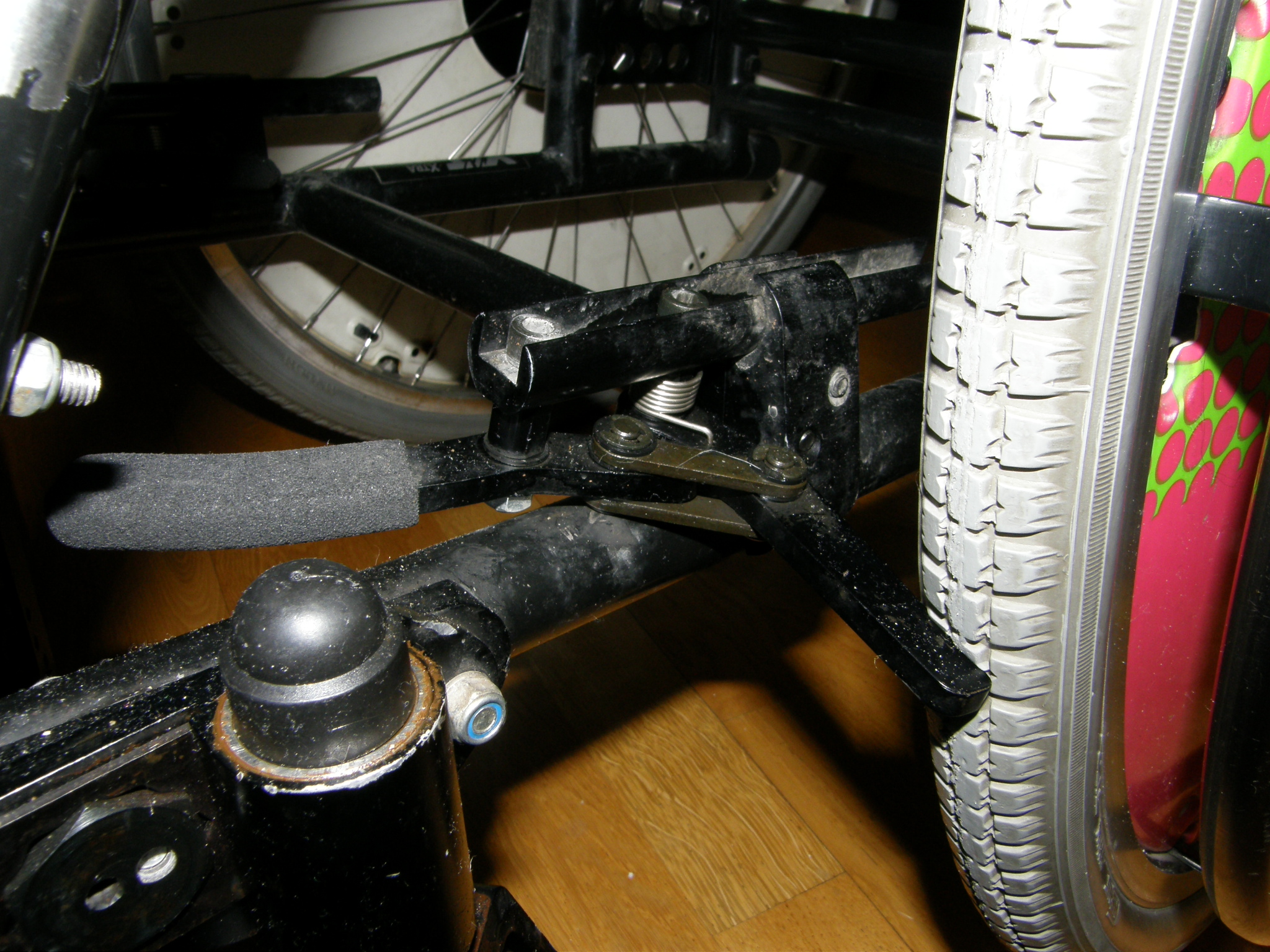
Freno de bloqueo de una silla de ruedas .
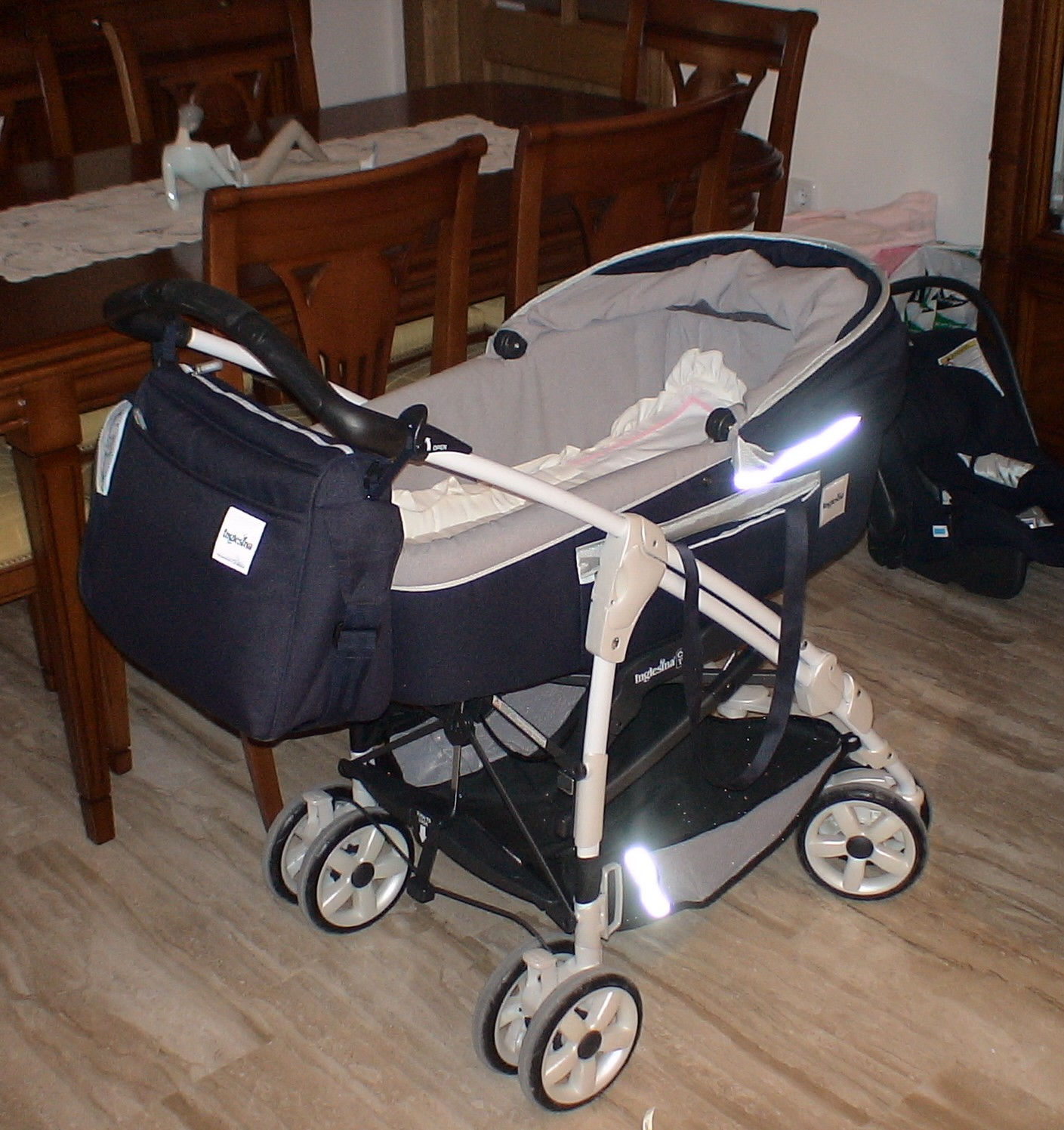
Cochecito con sistemas de bloqueo en las ruedas dobles traseras.
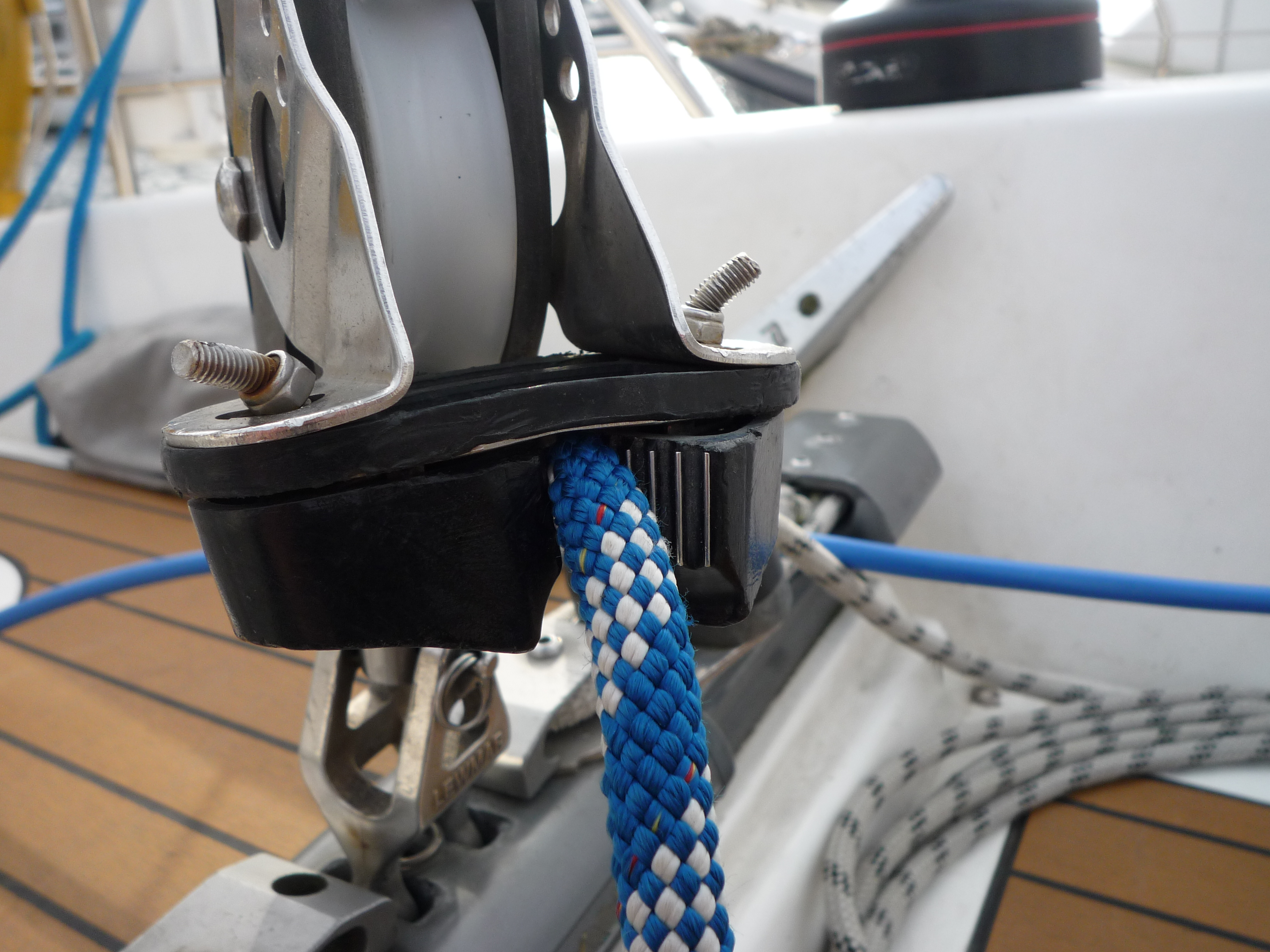
Mordaza náutica ( en la imagen, para retener una escota ).
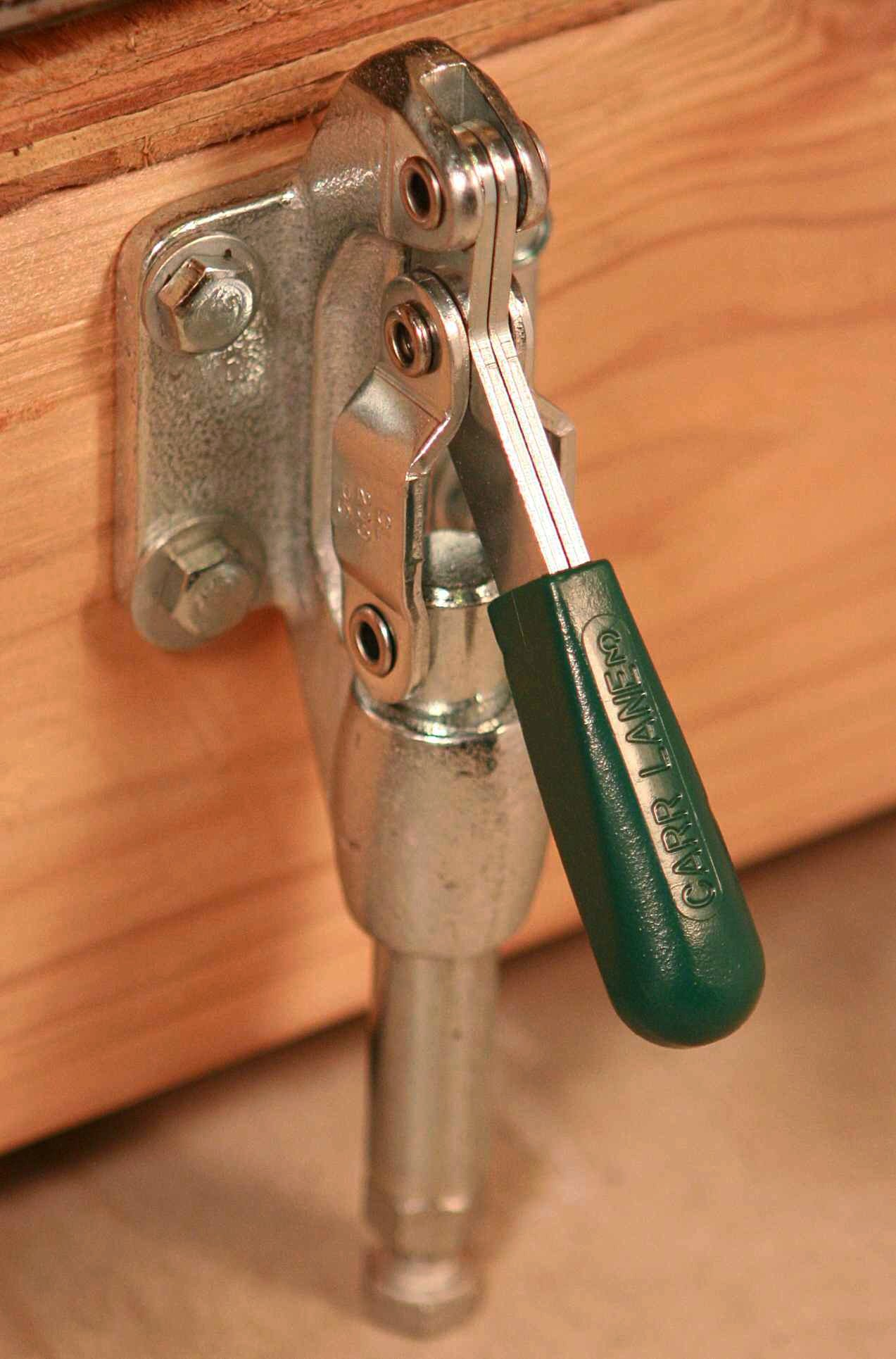
Bloqueo de un panel móvil de un decorado de teatro.